# Королевский бродяга
«Королевский бродяга» (кит. 鹿鼎記) — гонконгская кинокомедия 1992 года, снятая режиссёром Вон Цзином. Главные роли в фильме исполнили Стивен Чоу, Шарла Чён, Чинми Яу, Сандра Нг, Ын Мантат и Бриджит Линь.

## Сюжет
Вай Сиу-бо (Стивен Чоу) спасает от королевских войск опасного повстанца (Дамиан Лау), который в итоге вербует его. Ваю поручено проникнуть в Запретный город и помочь свергнуть династию Цин. Однако в императорском дворце его вербует советник императора (Ын Мантат), который хочет заполучить книгу «сорока двух движений», хранящуюся у вдовствующей императрицы (Шарла Чён).

## В ролях
- Стивен Чоу — Вай Сиу-бо
- Шарла Чён — Лунг-эр / вдовствующая императрица
- Чинми Яу — принцесса Кин-нин
- Сандра Нг — Вай Чун-фа, сестра Сиу-Бо
- Ын Мантат — Хой Тай-фу
- Бриджит Линь — Со Чуэн / Божественная Леди из секты Драконов
- Дамиан Лау — Чан Кан-нам
- Наталис Чан — То-лун
- Дженни Юен — Сын И
- Вивиан Чан — Сын Йи
- Дерик Ван — император Хон Хея
- Элвис Цуй — Гобой
- Ли Ка-тин — Лай-чун
- Дион Лам — тибетский боец
- Чан Сиу-ва — тибетский боец
- Хун Янь-янь — держатель флага
- Луи Тат — кастрат